# Jezioro Merzbachera
Jezioro Merzbachera - okresowe jezioro morenowe w górach Tienszan we wschodnim Kirgistanie, związane z lodowcem Inylczek. Nazywa się je często „Znikającym Jeziorem”, ponieważ z reguły co roku spływa wraz z topnieniem lodu, często powodując katastrofalne wezbrania w dolinie rzeki Inylczek. Mniej więcej od połowy XX w. oprócz pierwotnego Jeziora Merzbachera, zwanego obecnie Dolnym, nieco wyżej powstaje Górne Jezioro Merzbachera.

## Nazwa
Jezioro zostało nazwane na cześć niemieckiego alpinisty, kartografa i podróżnika, Gottfrieda Merzbachera, który ujrzał je jako pierwszy Europejczyk podczas swej wyprawy w te okolice w 1903 roku, w poszukiwaniu dostępu do szczytu Chan Tengri.

## Charakterystyka
Jeziora związane są z wielkim lodowcem Inylczek. Tworzą się w dolnym biegu lodowca Północny Inylczek. Dolne jezioro powstaje na wysokości ok. 3300 m n.p.m., natomiast Górne ok. 100 m wyżej. Woda gromadzi się w części doliny zagrodzonej jęzorem lodowcowym lodowca Południowy Inylczek. Lodowa „tama” zapobiega odpływowi z jeziora przez większą część roku, jednak kiedy w końcu, na skutek utrzymującej się odpowiednio długo dodatnich temperatur, w „tamie” wytopi się dziura, jezioro spływa z reguły w ciągu trzech dni. Kiedy to następuje, wielkość wypływu z jeziora może wynosić do 1000 m³ wody na sekundę, co powoduje poważne powodzie, zwykle ze zniszczeniami infrastruktury w dole rzeki na terytorium Kirgistanu, a często zagraża również elementom zagospodarowania w rzece Aksu na terytorium Chin.
Badania prowadzone w latach 2000-2011 wykazały, że do wylewów jeziornych dochodzi przy wzroście temperatury nieco powyżej 10 °C, a częstotliwość wylewów jest znacząco większa, jeśli temperatura zbliża się do 15 ºC lub ją nawet przekracza. Stwierdzono, że krytyczne powierzchnie lustra wody dla dolnego i górnego jeziora przed wylewem wynosiły zwykle nieco powyżej 3,0 km², a krytyczne objętości wody w obu zbiornikach wynosiły odpowiednio 0,07 km³ i 0,06 km³. Zdarzają się lata, w których powierzchnia jednego lub drugiego jeziora wynosi 0,35 km², a także takie, w których górne jezioro w ogóle się nie formuje. Dalsze badania wykazały, że chociaż język południowego lodowca był dość stabilny, język północny zmieniał znacznie swoją długość: w latach 1975-1990 skrócił się o około 1,18 km, natomiast w latach 1990-2003 jego przyrost wyniósł 3,32 km (ok. 250 m/rok).
Od początku XX w. badacze udokumentowali około 40 wylewów jezior. Przypadkowo członkowie ekspedycji (byłej) radzieckiej Akademii Nauk byli naocznymi świadkami takiego wylewu w 1990 roku, później szczegółowo opisanego.